# Ohrozim
Ohrozim är en ort i Tjeckien.   Den ligger i regionen Olomouc, i den östra delen av landet, 200 km öster om huvudstaden Prag. Ohrozim ligger 313 meter över havet och antalet invånare är 433.
Terrängen runt Ohrozim är platt österut, men västerut är den kuperad. Terrängen runt Ohrozim sluttar österut.Runt Ohrozim är det tätbefolkat, med 297 invånare per kvadratkilometer. Närmaste större samhälle är Prostějov, 6,8 km öster om Ohrozim. Trakten runt Ohrozim består till största delen av jordbruksmark.